# Trevor Larnach
Trevor John-Ikaiakaloa Larnach (Walnut Creek, California, 26 de febrero de 1997), más conocido como Trevor Larnach, es un jugador profesional estadounidense de béisbol que se desempeña en la posición de jardinero izquierdo en Minnesota Twins, equipo de las Grandes Ligas de Béisbol (MLB).

## Carrera
En 2021, Larnach hizo su debut en la MLB con el equipo Minnesota Twins, donde lleva jugando cuatro temporadas.